# Saison 1 de Severance
 (février 2025).
Si vous disposez d'ouvrages ou d'articles de référence ou si vous connaissez des sites web de qualité traitant du thème abordé ici, merci de compléter l'article en donnant les références utiles à sa vérifiabilité et en les liant à la section « Notes et références ».
Chronologie
Saison 2
Cet article présente le guide des épisodes de la première saison de la série télévisée américaine Severance.

## Synopsis
Mark Scout travaille pour Lumon Industries, où il supervise une équipe dont les membres subissent une intervention chirurgicale destinée à séparer leurs souvenirs professionnels de ceux de leur vie privée. Cependant, cet équilibre précaire entre travail et vie personnelle est bouleversé lorsque Mark se retrouve plongé au cœur d'un mystère qui le contraint à remettre en question non seulement la véritable nature de son emploi, mais également celle de sa propre existence.

## Distribution

### Acteurs principaux
- Adam Scott (VF : Damien Ferrette) : Mark Scout
- Zach Cherry (VF : Christophe Lemoine) : Dylan George
- Britt Lower (VF : Ingrid Donnadieu) : Helly Riggs
- Tramell Tillman (VF : Lucien Jean-Baptiste) : Seth Milchick
- John Turturro (VF : Vincent Violette) : Irving Bailiff
- Jen Tullock (VF : Dorothée Pousséo) : Devon Hale, la soeur de Mark
- Dichen Lachman (VF : Pamela Ravassard) : Mme Casey / Gemma Scout
- Michael Chernus (VF : Pascal Casanova) : Ricken Hale, le beau-frère de Mark
- Christopher Walken (VF : François Dunoyer) : Burt Goodman
- Patricia Arquette (VF : Françoise Cadol) : Harmony Cobel / Mme Selvig

### Acteurs récurrents
- Yul Vazquez (VF : Jean-Pierre Michaël) : Peter « Petey » Kilmer
- Michael Cumpsty (en) (VF : Edgar Givry) : Doug Graner
- Nikki M. James (en) (VF : Alice Taurand) : Alexa
- Sydney Cole Alexander (VF : Vanessa Van-Geneugden) : Natalie Kalen
- Nora Dale (VF : Émilie Duchênoy) : Gabby Arteta
- Mark Kenneth Smaltz : Judd
- Donald Webber Jr. (VF : Diouc Koma) : Patton
- Annie McNamara : Danise
- Claudia Robinson (VF : Jocelyne Darche) : Felicia
- Karen Aldridge (VF : Aurélie Konaté) : Asal Reghabi
- Michael Siberry (en) (VF : Michel Bedetti) : James Eagan

### Invités
- Marc Geller : Kier Eagan
- Cassidy Layton : June Kilmer, la fille de Petey
- Joanne Kelly : Nina, ex-femme de Petey
- Ethan Flower : Angelo Arteta
- Grace Rex : Rebeck
- Rajat Suresh : Balf

## Liste des épisodes
1. Le Bon Côté de l'enfer (Good News About Hell)
2. Demi-boucle (Half Loop)
3. À perpétuité (In Perpetuity)
4. Le Vous en Vous (The You You Are)
5. La Cruauté barbare d'Optique et Design (The Grim Barbarity of Optics and Design)
6. Cache-cache (Hide and Seek)
7. Jazz insolent (Defiant Jazz)
8. On mange quoi ? (What's for Dinner?)
9. Le Nous en nous (The We We Are)

### Épisode 1:Le Bon Côté de l'enfer
- Mondial : 18 février 2022 sur Apple TV+

### Épisode 2:Demi-boucle
- Mondial : 18 février 2022 sur Apple TV+

### Épisode 3:À perpétuité
- Mondial : 25 février 2022 sur Apple TV+

### Épisode 4:Le Vous en Vous
- Mondial : 4 mars 2022 sur Apple TV+

### Épisode 5:La Cruauté barbare d'Optique et Design
- Mondial : 11 mars 2022 sur Apple TV+

### Épisode 6:Cache-cache
- Mondial : 18 mars 2022 sur Apple TV+

### Épisode 7:Jazz insolent
- Mondial : 25 mars 2022 sur Apple TV+

### Épisode 8:On mange quoi?
- Mondial : 1er avril 2022 sur Apple TV+

### Épisode 9:Le Nous en nous
- Mondial : 8 avril 2022 sur Apple TV+